# Borgaro Torinese
Borgaro Torinese est une commune de la ville métropolitaine de Turin dans le Piémont, en Italie.

## Économie
- Ergom Automotive

## Administration
| Période                                  | Période  | Identité        | Étiquette    | Qualité |
| ---------------------------------------- | -------- | --------------- | ------------ | ------- |
| 14 juin 2004                             | En cours | Vincenzo Barrea | lista civica |         |
| Les données manquantes sont à compléter. |          |                 |              |         |

### Communes limitrophes
Caselle Torinese, Venaria Reale, Settimo Torinese, Turin.